# Albepierre-Bredons
Albepierre-Bredons är en kommun i departementet Cantal i regionen Auvergne-Rhône-Alpes i mitten av Frankrike. Kommunen ligger  i kantonen Murat som ligger i arrondissementet Saint-Flour. År 2022 hade Albepierre-Bredons 240 invånare.

## Befolkningsutveckling
Antalet invånare i kommunen Albepierre-Bredons
Referens:INSEE